# A.J. Greer
A.J. Greer (Joliette, Quebec, 14 de diciembre de 1996) es un jugador profesional canadiense de hockey sobre hielo que se desempeña en la posición de extremo izquierdo en Florida Panthers, equipo de la National Hockey League (NHL).

## Carrera
Fue seleccionado en la segunda ronda en la NHL Entry Draft de 2015. En 2016, hizo su debut en la NHL con el equipo Colorado Avalanche, en el cual jugó tres temporadas (2016-2019), después pasó a New Jersey Devils (2020-2022), luego a Boston Bruins (2022-2023), posteriormente a Calgary Flames (2023-2024), y finalmente a Florida Panthers.